# Хлів

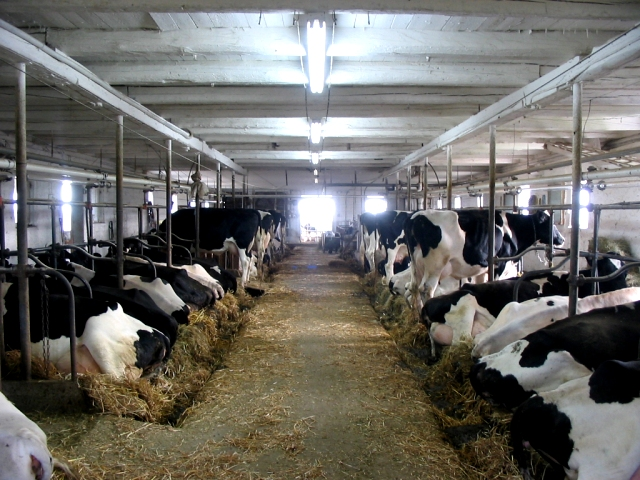
Хлів

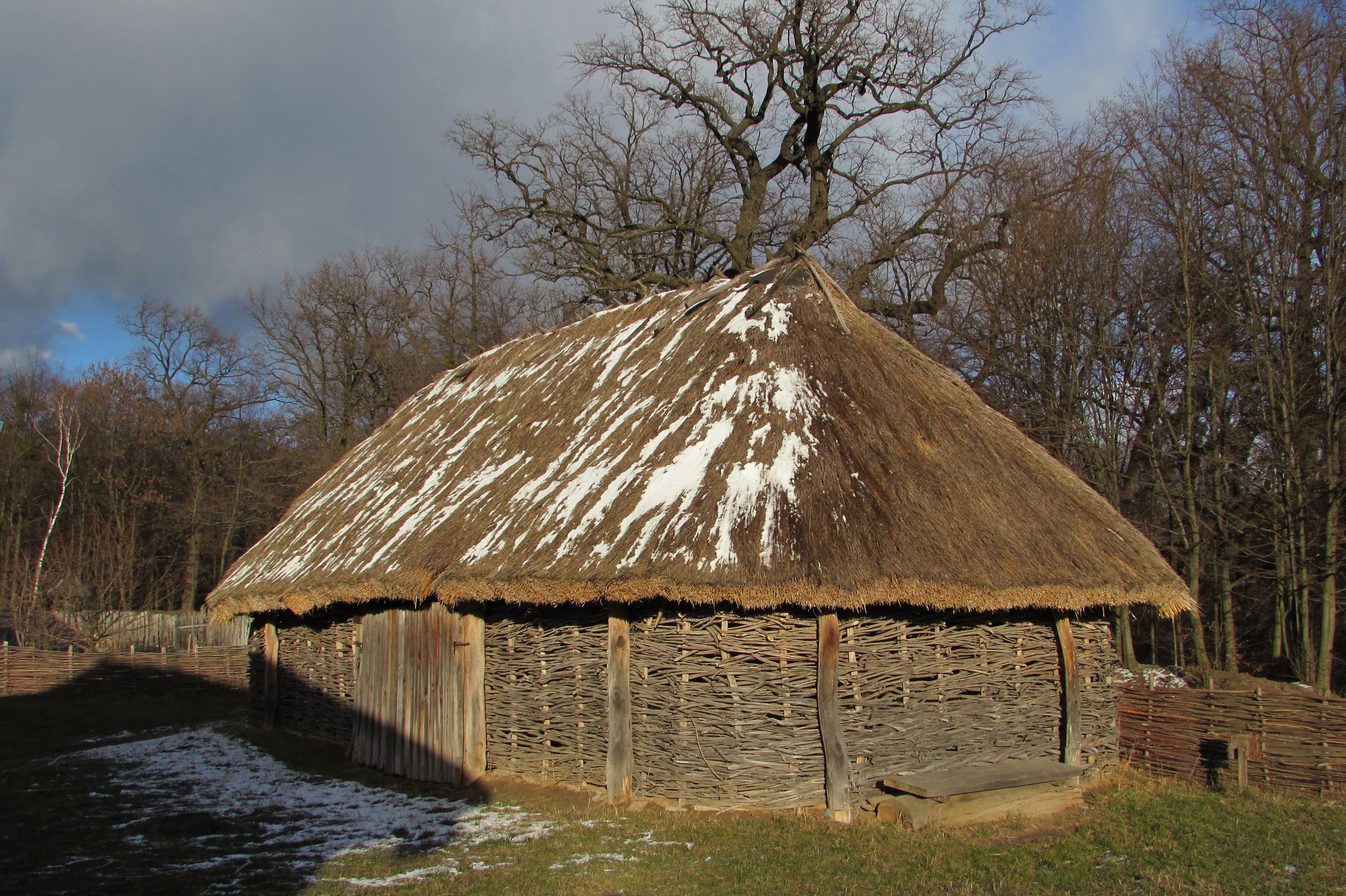
Хлів із с. Рижки. Чернігівщина. Музей у Пирогові.

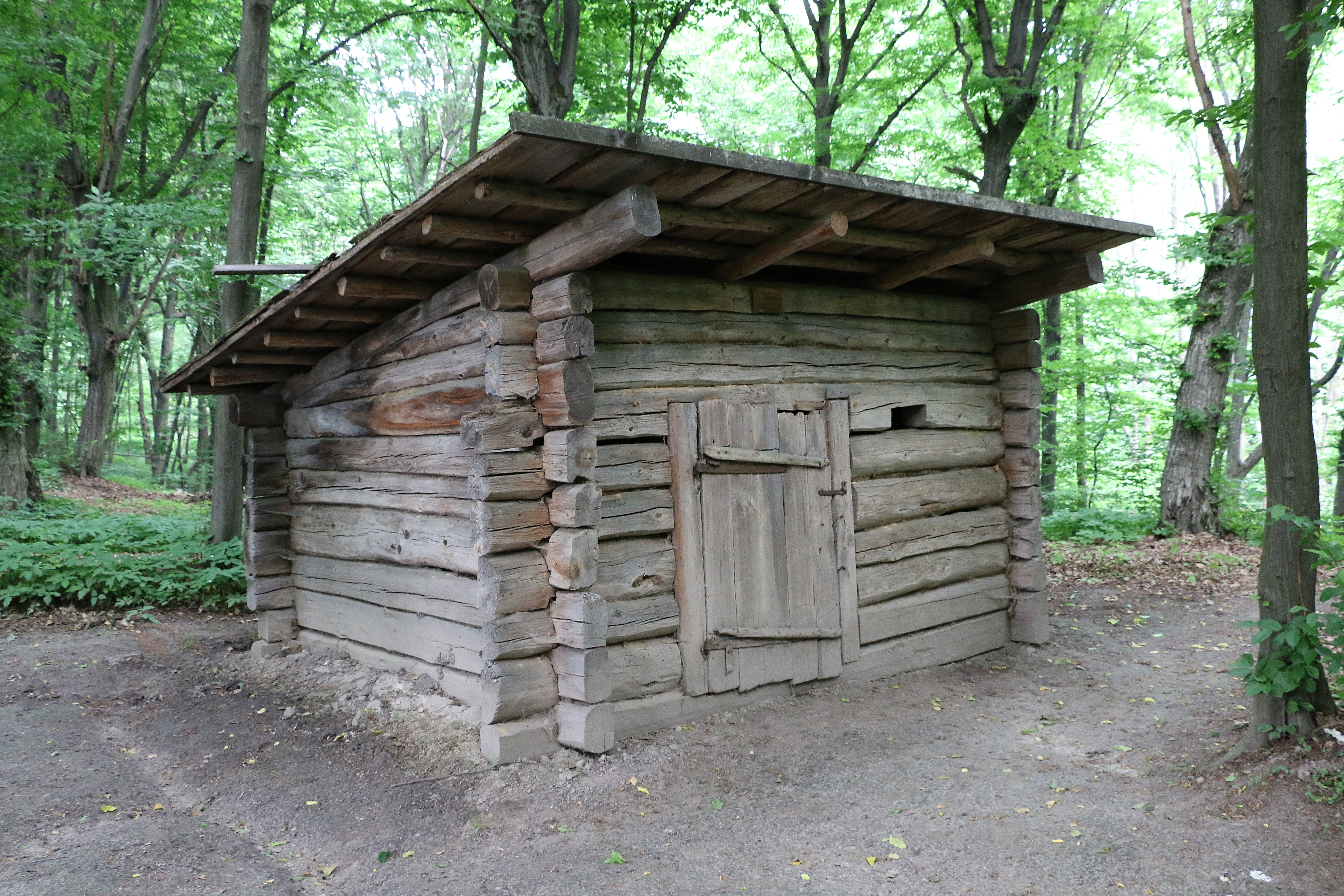
Хлівчук із села Грабунь Рокитнівського району Рівненської області. Музей у Пирогові.

Хлів — «будівля для свійської худоби та птиці»; рідко використовується у значенні сарай.; критий загін для тварин, утримання яких в будинку неможливо з міркувань гігієни. Така заборона може мати релігійне або забобонне пояснення.
Походження прасл. *xlěvъ неясне: згідно з однією з версій, це слово має германську етимологію (від прагерм. *hlew, *hlaiw, пор. гот. hlaiw — «могила», «печера», «яма»), згідно з іншою — це слово питомо слов'янського походження (зокрема, порівнюють з прасл. *klětь, «кліть»).

## У господарстві
Основна функція хліва — захист худоби від несприятливих умов навколишнього середовища, таких як холод і опади. Для зручності обслуговування худоба зазвичай знаходиться на території ділянки поруч з іншими надвірними будівлями. У зимовий час тварини знаходяться в хліві практично постійно, влітку ж хлів на ніч може замінювати відкритий загін.
Традиційно хлів будують з деревини, у колгоспах хліви будували в основному з цегли та бетону, через високу теплопровідність даних матеріалів у зимовий час доводилося часто опалювати хлів. Приміщення обладнують стійлами, яслами, автонапувалками, дренажем для стоку гноївки. Поруч хліва на скотному дворі влаштовують місце для складування гною (гноярку).
У переносному значенні хлівом можуть називати неприбране, занедбане приміщення, через забруднення хліва виділеннями сільськогосподарських тварин: іноді в хлів неможливо увійти без чобіт.

## Прислів'я
- Розкидаймо хлівець та нарубаймо дрівець
- Бджола з дупла, а свиня з хліва (із записів М. Номиса)
- Моє діло теляче, наїлося та в хлів (із записів М. Номиса) — мене це не стосується, я не повинен втручатися[3]

## Інше
- Хліви для різних видів худоби (птиці) мають окремі назви: вівчарні, корівники, свинарні, курники.
- Загін, частина подвір'я із хлівами для худоби також відомий як «обо́ра»[4].
- Маленький хлів для відгодовування тварин називається саж.